# European Council of Applied Sciences and Engineering
Der European Council of Applied Sciences, Technologies and Engineering (Euro-CASE) ist eine europäische gemeinnützige Organisation, die 22 europäische nationale Akademien der Ingenieurwissenschaften, angewandten Wissenschaften und Technologie verbindet. Die Organisation bietet ein europäisches Forum für Austausch und Beratung zwischen europäischen Institutionen, Industrie, Forschung und nationalen Regierungen. Die Mission der Organisation besteht darin, Spitzenleistungen in den Bereichen Ingenieurwesen, angewandte Wissenschaften und Technologie anzustreben, zu fördern und aufrechtzuerhalten sowie deren Wissenschaft, Kunst und Praxis zu fördern.

## Mitgliedsakademien
- Österreichische Akademie der Wissenschaften (Österreich)
- The Royal Academies for Science and the Arts of Belgium (Die Königlichen Akademien für Wissenschaft und Kunst Belgiens) (Belgien)
- Akademiet for de Tekniske Videnskaber (ATV) (Dänemark)
- Deutsche Akademie der Technikwissenschaften (Acatech) (Deutschland)
- Technology Academy Finland (Tekniikan Akatemia) (TAF) (Finnland)
- Französische Akademie der Technologien (Académie des Technologies) (Frankreich)
- Technische Kammer Griechenlands (Τεχνικό Επιμελητήριο Ελλάδας) (TEE-TCG) (Griechenland)
- Irish Academy of Engineering ((Irische Akademie der Ingenieurwissenschaften) IAE) (Irland)
- Consiglio Nazionale delle Ricerche (Nationaler Forschungsrat) (Italien) (CNR) (Italien)
- Kroatische Ingenieurakademie (Akademija tehničkih znanosti Hrvatske) (HATZ) (Kroatien)
- Niederländische Akademie für Technologie und Innovation (NATI) (Niederlande)
- Norwegische Akademie der Technischen Wissenschaften (Norges Tekniske Vitenskapsakademi) (NTVA) (Norwegen)
- Polnische Akademie der Wissenschaften (Polska Akademia Nauk) (PAN) (Polen)
- Portugiesische Akademie für Ingenieurwissenschaften (Academia de Engenharia) (Portugal)
- Akademie der Technischen Wissenschaften Rumäniens (Academia de Știinșe Tehnice din România) (ASTR) (Rumänien)
- Königlich Schwedische Akademie der Ingenieurwissenschaften (Kungliga Ingenjörsvetenskapsakademien), (IVA) (Schweden)
- Schweizerische Akademie der Technischen Wissenschaften (SATW) (Schweiz)
- Ingenieurakademie Sloweniens (Inženirska akademija Slovenije) (IAS) (Slowenien)
- Königliche Akademie der Ingenieurwissenschaften Spaniens (Real Academia de Ingeniería) (RAI) (Spanien)
- Ingenieurakademie der Tschechischen Republik (Strojírenská AAademie České Republiky) (EACR) (Tschechische Republik)
- Ungarische Ingenieurakademie (Magyar Mérnöki Akadémia) (MMA) (Ungarn)
- Royal Academy of Engineering (RAEng) (Vereinigtes Königreich)